# Mr. Nobody
Mr. Nobody (Las vidas posibles de Mr. Nobody en España, Sr. Nadie en Hispanoamérica) es una película belga de ciencia ficción de 2009, escrita y dirigida por Jaco van Dormael y protagonizada por Jared Leto, Diane Kruger, Sarah Polley y Linh Dan Pham.
La historia arranca en el año 2092. Los avances científicos han conseguido, gracias a un proceso de telomerización cromosómica, la regeneración celular infinita y, con ello, la cuasiinmortalidad. El mundo asiste con expectación a las últimas horas de Nemo Nobody, el último ser humano mortal. El supercentenario Nemo, que ha cumplido 118 años, evoca, entre los jirones de su memoria, instantes cruciales de su vida, como la separación de sus padres, el recuerdo de sus tres amores principales y las dificultades posteriores que sufrió en sendos instantes cruciales de su vida, sucedidos a la edad de nueve, de quince y de treinta y cuatro años. Con el discurrir de la historia, el espectador asiste a diversas encrucijadas vitales que se le presentan al protagonista, un laberinto de caminos que se van ramificando según las diferentes decisiones tomadas (o evitadas). 
Mediante un estilo narrativo no lineal, la historia propone una profunda reflexión en torno a las implicaciones del proceso de la elección entre opciones y a la hipótesis del multiverso.

## Argumento
En el año 2092, la humanidad ha conquistado la inmortalidad a través de la renovación infinita de las células. El mundo observa fascinado cómo la vida de Nemo Nobody (Jared Leto), el último mortal en la Tierra, de 118 años, se acerca a su fin. Para conocer detalles de la larga vida del protagonista, el doctor Feldheim (Allan Corduner), recurre a la hipnosis para ayudar a Nemo a recuperar algunos de sus recuerdos. Más tarde, un joven periodista (Daniel Mays) contraviniendo las normas, se infiltra en la habitación del anciano para grabar una entrevista. 
Nemo hace declaraciones contradictorias. Cuenta su vida en tres puntos principales: a los 9 años, cuando sus padres se divorciaron, a los 15 años, cuando se enamoró, y a los 34 años, ya como adulto. Los tres se desarrollan en sus muchos resultados posibles. Explica que, antes del nacimiento, los niños recuerdan todo lo que sucederá en sus vidas. En el momento de la concepción, los Ángeles del Olvido borran la memoria de los embriones; sin embargo, pasan por alto a Nemo, lo que le permite recordar diferentes futuros posibles para sí mismo. A los 9 años, en una estación de ferrocarril, se ve obligado a elegir con cuál de sus padres se quedará cuando su madre (Natasha Little) se va en un tren mientras su padre (Rhys Ifans) se queda en el andén. En un caso, logra abordar el tren mientras que en otro se queda con su padre.

### Vida con su madre
Un rebelde Nemo vive con su madre y su nueva pareja, Harry, en Montreal. Nemo conoce a una nueva niña, Anna (Juno Temple), en su escuela y se enamora de inmediato. Un día en la playa, Anna le pregunta si le gustaría nadar con ella y sus amigos. Nemo insulta a sus amigos y apenas se vuelven a ver.
En una historia alternativa, Nemo admite a Anna que no sabe nadar; los dos pasan tiempo juntos y se enamoran. Anna resulta ser la hija de Harry y los dos hermanastros comienzan una aventura. Se comprometen, pero cuando Harry y la madre de Nemo se separan, Anna va a Nueva York con su padre y pierden el contacto. Años más tarde, Nemo trabaja como limpiador de piscinas, con la esperanza de encontrarse con Anna (Diane Kruger) por casualidad. Finalmente se ven en la estación de tren e inmediatamente se reconocen entre una multitud de transeúntes. Después de una reunión apasionada, Anna anuncia que no está lista para reanudar la relación de inmediato. Ella le da su número, le pide que la llame en dos días y se reúnan en un faro. Sin embargo, Nemo pierde su número cuando un chaparrón repentino hace que la nota sea ilegible. Nemo espera en el faro todos los días, pero Anna no llega.
En otra historia diferente, Anna y Nemo están casados y tienen hijos. Nemo trabaja en un estudio de televisión narrando videos educativos. Una tarde, mientras regresa a casa, golpea un pájaro, pierde el control de su automóvil, cae en picado en un lago y se ahoga.

### Vida con su padre
Nemo se queda con su padre, quien luego queda discapacitado. Trabaja en una tienda y pasa su tiempo libre en casa en la máquina de escribir, escribiendo una historia de ciencia ficción sobre un viaje a Marte. En un baile escolar, conoce a Elise (Clare Stone) y se enamora. Unos días después, Nemo va a la casa de Elise pero la ve con su novio de 22 años. Frustrado, acelera en su motocicleta, tiene un accidente y es hospitalizado en estado vegetativo. Aunque puede percibir el mundo a través de sus sentidos, Nemo no puede moverse ni hablar. Detecta la reunión de sus padres junto a su cama. Nemo intenta recordar el movimiento de sus dedos en el teclado de la máquina de escribir y finalmente logra levantar un dedo cuando esta historia llega a su fin.
En otra línea de tiempo alternativa, Nemo habla con Elise en su casa y descubre que todavía está enamorada de su novio, Stefano. Nemo no retrocede y sigue asegurándole sus sentimientos. Finalmente, Elise se rinde y unos años más tarde, se casan. En una versión de la historia, Elise (Sarah Polley) muere en un accidente al regresar de la boda. Nemo guarda sus cenizas, prometiéndole que las esparcirá sobre Marte. En un futuro lejano, Nemo lleva las cenizas de Elise a Marte y las extiende sobre la superficie del planeta. A bordo de la nave espacial que viaja de regreso a la Tierra, se encuentra con Anna. Antes de que puedan decir mucho el uno al otro, la nave es destruida por meteoritos. 
En otra historia Nemo y Elise están casados y tienen tres hijos. Sin embargo, su matrimonio es infeliz ya que Elise sufre un trastorno límite de la personalidad y depresión crónica. Ella tiene ataques de histeria y, a pesar de los intentos de Nemo de salvar su matrimonio, finalmente ella lo deja para perseguir a Stefano.
En otra realidad, después de ser rechazado por Elise, Nemo decide casarse con la primera chica que bailara con él en el baile de graduación de la escuela. Esa noche baila con Jean. Mientras la lleva a casa, Nemo se compromete a no dejar nada al azar, casarse con ella, tener dos hijos y ser rico. A pesar de su éxito y su familia, Nemo es infeliz y está aburrido de su vida. Nemo transfiere todas sus posesiones a Jean (Linh Dan Pham) y deja a su familia. Ahora, tomando todas sus decisiones al azar mediante el lanzamiento de una moneda, va al aeropuerto, finge ser un pasajero llamado Daniel Jones y un chófer lo lleva a un hotel. En la habitación de hotel de Jones Nemo es asesinado.
Finalmente, el anciano Nemo le explica al periodista que ninguno de ellos existe, y que son solo la creación de la mente de un niño de nueve años que tiene que decidir con cuál de sus padres quedarse. Finalmente su mundo comienza a desconstruirse cuando el pequeño, al recordar lo que va a suceder en cada escenario, logra tomar una decisión y la historia retrocede hasta el comienzo.

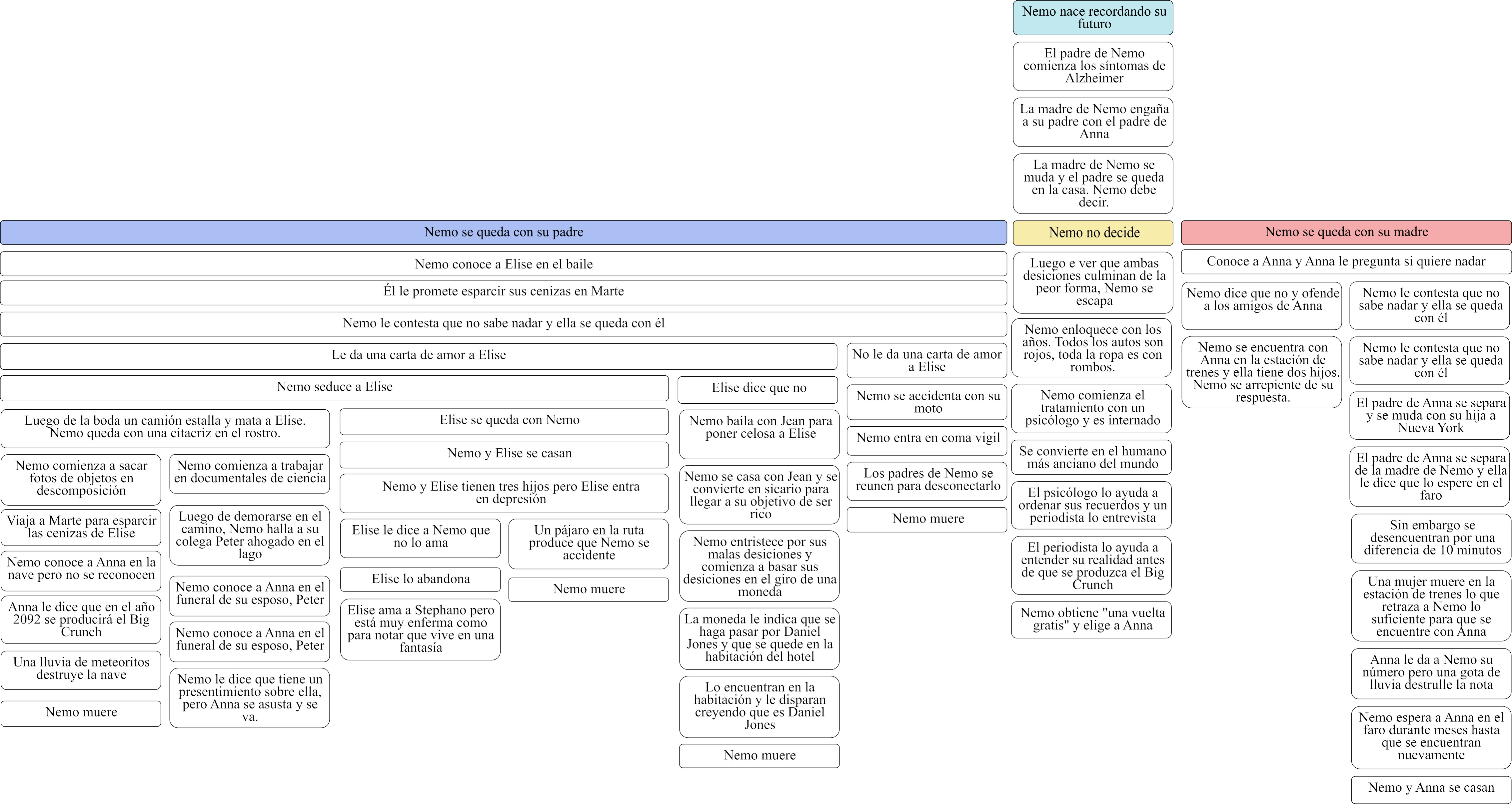
Diagrama de las diversas decisiones posibles por parte de Nemo.

## Reparto
- Jared Leto como Nemo Nobody
- Toby Regbo  como Nemo a los 15 años de edad
- Thomas Byrne como Nemo a los 7 años de edad
- Diane Kruger como Anna, el verdadero amor de Nemo
- Juno Temple como Anna a los 15 años de edad
- Sarah Polley como Elise, esposa de Nemo en una realidad
- Clare Stone como Elise a los 15 años de edad
- Linh Dan Pham como Jean, esposa rica de Nemo en otra realidad
- Rhys Ifans como el padre de Nemo
- Natasha Little como la madre de Nemo
- Allan Corduner como el tatuado psiquiatra del anciano Nemo
- Daniel Mays como el joven periodista que entrevista al anciano Nemo
- Jaco van Dormael, el director de la película, como el brasileño que perdió el trabajo

## Producción
Mr. Nobody empezó a rodarse en 2007 en inglés, puesto que el director belga Jaco van Dormael concibió el proyecto en este idioma. La filmación terminó en el año 2009 y se estrenó en el año 2010 en España. Está considerada la película belga más cara, con un presupuesto valorado en 33 millones de euros. El presupuesto fue aprobado antes de realizar el casting, una mitad por el productor francés Philippe Godeau de Pan Europeene y la otra por los distribuidores Wild Bunch y Pathé, que confiaron en el éxito del director y la fuerza de su guion.
El rodaje empezó con la actriz Sarah Polley, a pesar de que aún no se había elegido al actor Jared Leto como protagonista. Una situación parecida sucedió con la actriz Eva Green, quien había sido elegida en un principio para hacer el papel de Anna, aunque lo acabó interpretando Diane Kruger. El rodaje duró 120 días y tuvo lugar en Bélgica, Alemania y Canadá con la participación del fotógrafo británico Martin Parr como el encargado del diseño de las tres vidas de Mr. Nobody.
Todos los efectos especiales fueron realizados por Modus FX, Fly Studio y FX Rodeo en Montreal (Canadá); la gráfica digital fue creada en Bélgica.
Fue necesario un año de posproducción para llegar a construir esta película. Su director la describió como «cine experimental» con un gran presupuesto y una imponente historia, con temática cotidiana pero al mismo tiempo compleja.

## Premios y nominaciones

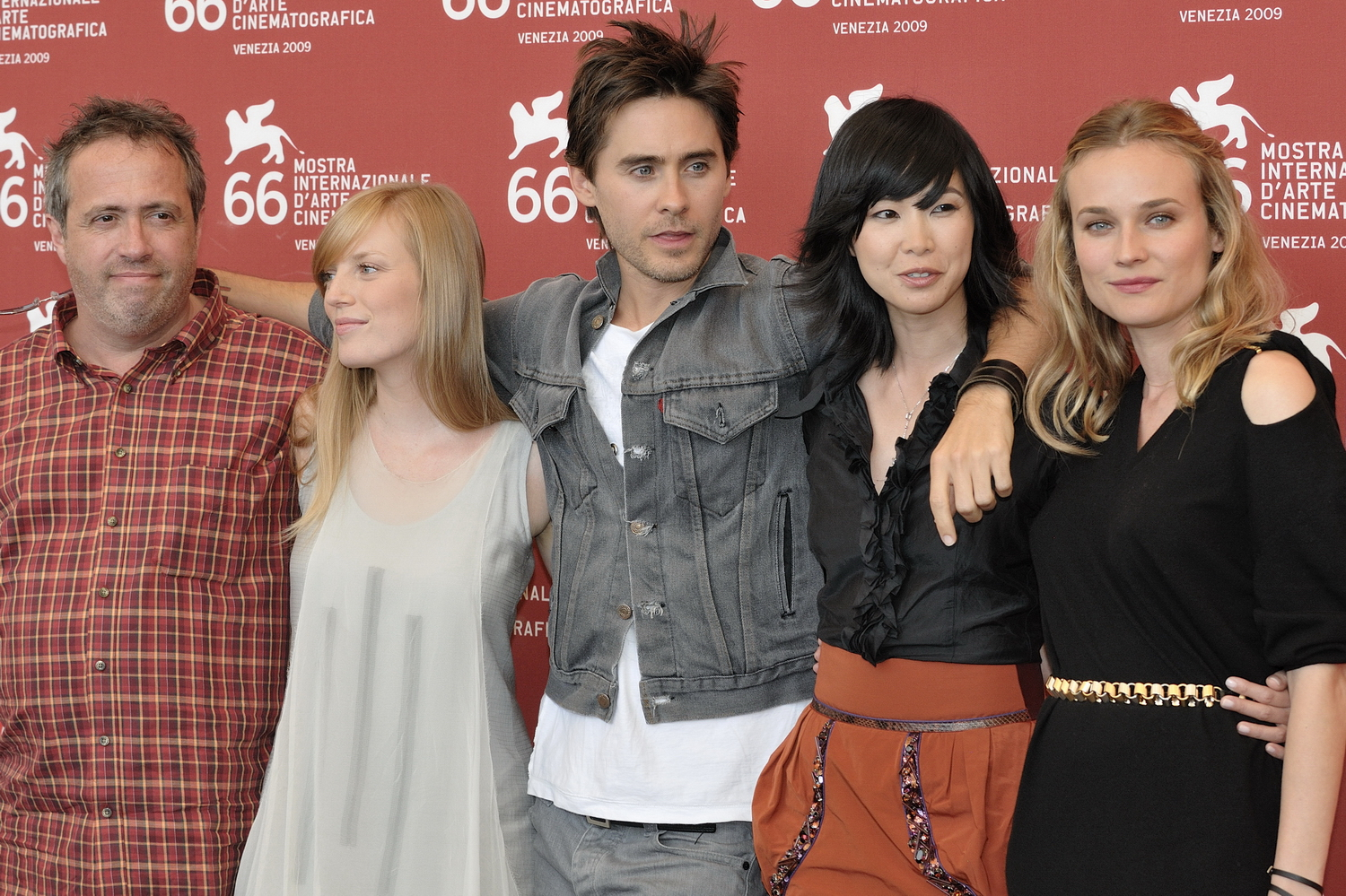
Jaco van Dormael, Sarah Polley, Jared Leto, Diane Kruger y Linh Dan Pham en la 66.ª edición del Festival Internacional de Cine de Venecia (2009).

Mr. Nobody se presentó en la 66.ª edición del Festival Internacional de Cine de Venecia y ganó el premio Osella ―al mejor diseño de producción y mejor película biográfica―, que fue entregado a su responsable, Sylvie Olivé. En el mismo festival también fue nominada al León de Oro.
En el Festival de Cine de Sitges fue galardonada con el premio al mejor maquillaje y resultó nominada a mejor película. En el Festival de Cine de Estocolmo fue elegida como mejor película y fue nominada al Caballo de Bronce.